# IRC 0218 透鏡
IRC 0218 星系團（又稱 XMM-LSS J02182−05102）是一個大質量星系團，其中包含目前已知最遙遠的強重力透鏡星系之一。該透鏡系統的前景橢圓星系距離地球約96億光年（紅移值z=1.62），並對位於更遠處、約107億光年（紅移值z=2.26）的小星系所發出的光產生重力透鏡效應，最後呈現出一個新月形弧線與一塊小光斑的結構。
這項發現是利用哈伯太空望遠鏡與夏威夷凱克天文台拍攝的高解析影像，再結合成像與光譜資料進行分析，並透過物理模型重建出透鏡系統的結構。該研究成果於2014年6月23日發表於《天文物理期刊》，作者包括美國得克萨斯农工大学的Kim-Vy Tran教授，以及台灣中央研究院天文及天文物理研究所的博士後研究員黃活生以及助研究員蘇游瑄等人。